# بلقاء سنبلية كثيفة
بلقاء سنبلية كثيفة (الاسم العلمي:Melaleuca densispicata) هو نوع من النباتات يتبع جنس البلقاء من فصيلة الآسية.